# Dynamene ramuscula
Dynamene ramuscula är en kräftdjursart som beskrevs av Baker 1908. Dynamene ramuscula ingår i släktet Dynamene och familjen klotkräftor. Inga underarter finns listade i Catalogue of Life.